# Marklo
Marklo (altsächs: marka ‚Grenze‘, ‚Grenzgebiet‘, und lôh ‚Lichtung‘, ‚Wiese‘, ‚Gehölz‘, ‚Hain‘) war im 8. Jahrhundert ein zentraler Versammlungsort der vorchristlichen Sachsen. Von Marklo berichtet nur eine Quelle, nämlich die Lebensbeschreibung des Heiligen Lebuin, die Vita Lebuini.

## Die Marklo-Versammlung in der Vita Lebuini
In der Vita Lebuini wird gesagt, dass die Sachsen keinen König hatten. Stattdessen gab es für einzelne Landesteile („pagi“) eingesetzte Fürsten („satrapes“), die jährlich in einer allgemeinen Versammlung („generale consilium“) zusammenkamen, um dort Gesetze zu ändern, Rechtsstreite zu entscheiden und Fragen bezüglich Krieg und Frieden zu beraten. Der Ort dieser Versammlung lag mitten in Sachsen an der Weser und trug den Namen Marklo. Bei der Versammlung waren alle „satrapes“, ferner aus den einzelnen Landesteilen zwölf erwählte Edle („electi nobiles“) und ebenso viele Freie („liberi“) und ebenso viele Laten („lati“) anwesend.
Während einer solchen Zusammenkunft erschien der Missionar Lebuin († um 775) unter den Anwesenden und stellte diese vor die Wahl, entweder den christlichen Glauben anzunehmen und so ihre königlose Herrschaft weiterführen zu dürfen, oder aber von einem benachbarten König gewaltsam unterworfen zu werden. Die Altsachsen empörten sich dagegen und vertrieben den Missionar vom Versammlungsort.

## Das Versammlungsverbot in der Gesetzgebung Karls des Großen
Der spätere Eroberer Altsachsens, Karl der Große, schränkte die politischen Handlungsmöglichkeiten der Unterworfenen ein, indem er ihre Versammlungen verbot. Im Artikel 34 der Capitulatio de partibus Saxoniae – eine Gesetzesschrift, die zwischen den Jahren 787 und 803 datiert ist – verbot der Frankenkönig sämtliche öffentlichen Zusammenkünfte (generaliter conventus publicos) in Sachsen, außer jenen ordentlichen Gerichtsverhandlungen, die durch vom König selbst eingesetzte Grafen (comes) abgehalten wurden.
Diese Bestimmung muss auch die Marklo-Versammlung beendet haben.

## Die Bedeutung der Marklo-Versammlung in der Geschichtsforschung
Die Altsachsen haben sich selbst nicht schriftlich dokumentiert. Die Geschichtsforschung ist deshalb, neben Ergebnissen aus Archäologie und Sprachwissenschaft, auf die zeitgenössischen Quellen christlicher Nachbarländer angewiesen. Diese überwiegend fränkischen Quellen betreffen Altsachsen aber zumeist indirekt oder beiläufig. Der Bericht über die Marklo-Versammlung ist, neben der Kirchengeschichte des Beda Venerabilis aus dem frühen 8. Jahrhundert, die einzige Schriftquelle, die spezifische Informationen über die herrschaftlichen und sozialen Verhältnisse jenes vorchristlichen Volkes liefert. Somit ist der Marklo-Bericht einerseits von herausragender Bedeutung, bietet andererseits aber für historische Ableitungen nur eine gefährlich schmale Grundlage.

In der Forschungsliteratur wird die Marklo-Versammlung häufig bezeichnet als „die sächsische Stammesversammlung.“ Gemeint ist damit eine allgemeine, regelmäßig und zentral tagende Institution, ähnlich einem Reichstag oder Allthing.
Manche Forscher sehen – durch die Interpretation des lateinischen Wortes „electi“ (erwählt, ernannt, bestimmt, erlesen) als „vom Volk gewählt“ – in der Marklo-Versammlung sogar eine Art Abgeordnetenparlament (M. Lintzel), was in der germanischen Geschichte ein Unikum wäre.
Andere Historiker dagegen verwerfen die Vorstellung der Marklo-Versammlung ganz und gar, weil sie den Bericht der Vita Lebuini für erdichtet halten (M. Springer). Sie vermuten, dass die Altsachsen lediglich Zusammenkünfte der üblichen Art vorchristlicher Germanen abhielten (Thing).

## Lokalisierungsversuche

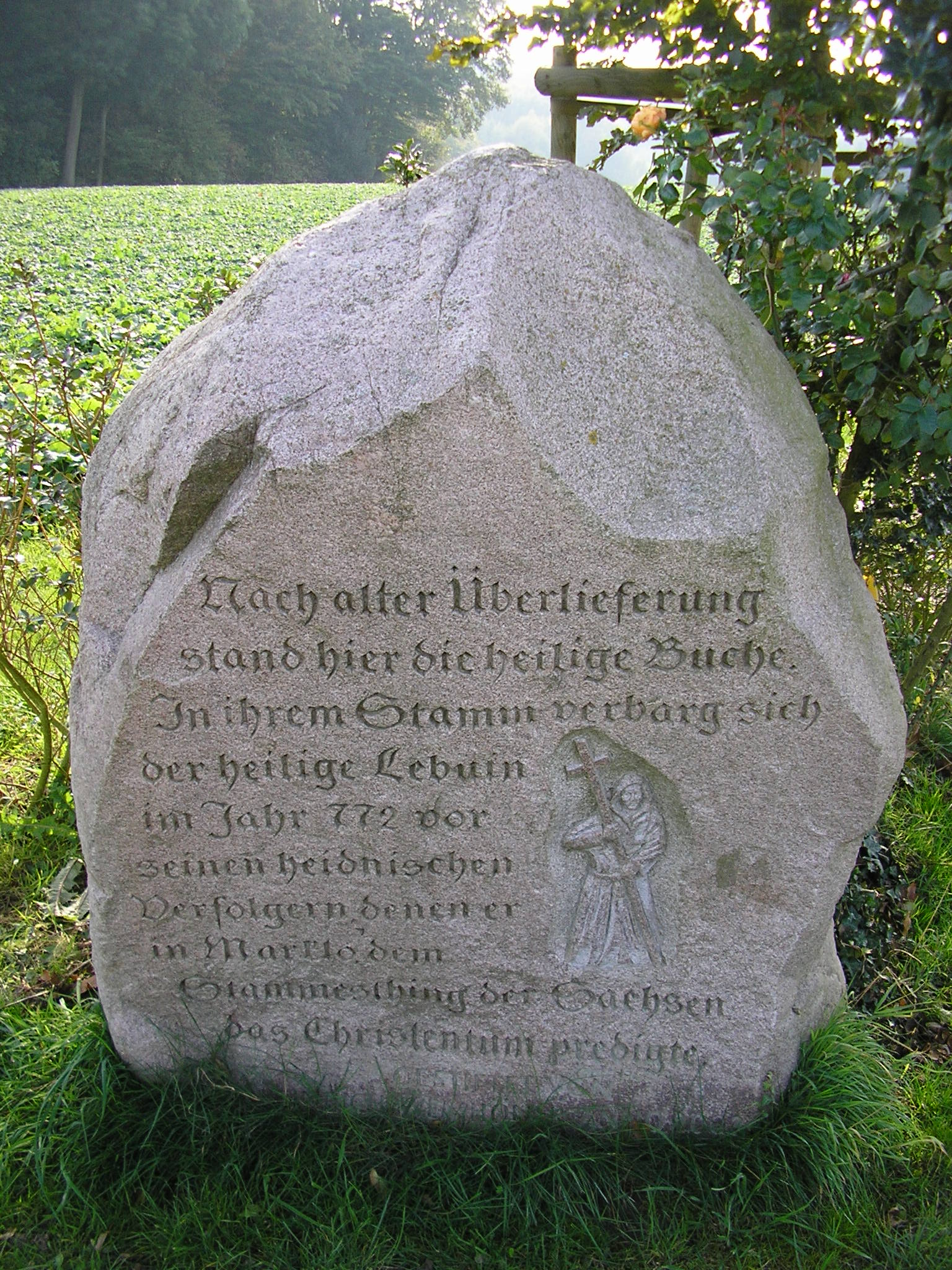
Gedenkstein an der Lebuinsbuche in Herford-Schwarzenmoor

Da es keinen weiterführenden Hinweis zu Marklo als die betreffende Textstelle in der Vita Lebuini gibt, die lautet „in media Saxonia iuxta fluvium Wisuram ad locum qui dicitur Marclo“ (mitten in Sachsen an der Weser bei einem Ort namens Marklo), lässt sich aus der Überlieferung keine genaue Lokalisierung vornehmen.
Christian Ulrich Grupen vermutete in seiner Schrift Disceptationes forenses  cum observationibus 1737 die Wüstung Marslo bei Leese als den sächsischen Versammlungsort.
In den 1930er Jahren, als in Deutschland das Interesse an den Altsachsen und ihrem Widerstand gegen die christlichen Franken besonders groß war, hat man versucht, Marklo mittels alter Ortsbezeichnungen näher zu bestimmen. Wahrscheinlichkeiten wurden behauptet für:
- die heutige Gemeinde Marklohe (bei Nienburg). Dieser Ort erweiterte 1931 seinen ursprünglichen Namen von Lohe zu Marklohe. ⊙
- den Stadtteil Lohe der Stadt Bad Oeynhausen ⊙. Diese Annahme könnte möglicherweise zutreffen, wie heute als wahrscheinlichste Variante angenommen wird.[2] Die Nachbarstadt Herford pflanzte 1934 im heutigen Stadtteil Schwarzenmoor einen Gedenkbaum zu Ehren des Heiligen Lebuin, der einer Sage nach dort vor den ihn verfolgenden Sachsen verborgen wurde.⊙

- den Stadtteil Wasserstraße der Stadt Petershagen (bei Minden). ⊙

In diesem Zusammenhang ist noch zu erwähnen, dass es weniger als 30 km östlich von Lebuins eigentlichem Missionszentrum, der niederländischen Stadt Deventer, einen Ort Markelo (Provinz Overijssel) gibt, dessen Name immerhin seit 1180 als Marclo bezeugt ist. ⊙